# Keishin Yoshida
Keishin Yoshida (jap. 吉田 圭伸, Yoshida Keishin; * 12. Januar 1987 in Hokkaidō) ist ein ehemaliger japanischer Skilangläufer.

## Werdegang
Aus Hokkaidō stammend, studierte er an der Chūō-Universität in Tokio und ging dann zu den Bodenselbstverteidigungsstreitkräften wo er als Sportsoldat in der „Winterkampfausbildungseinheit“ (Tōsenkyō) ist.
Yoshida nahm von 2005 bis 2019 am Skilanglauf-Far-East-Cup teil. Dabei holte er 16 Siege und belegte in der Saison 2009/10 und 2012/13 jeweils den zweiten Platz und 2008/09 und 2017/18 jeweils den dritten Platz in der Gesamtwertung. Bei den Juniorenweltmeisterschaften 2005 in Rovaniemi gewann er Silber über 10 km Freistil. Seine ersten beiden Weltcuprennen lief er im März 2006 in Sapporo, die er mit dem 18. Platz im Teamsprint und dem 35. Platz im 30-km-Verfolgungsrennen beendete. Die ersten Weltcuppunkte holte er im Januar 2011 in Otepää mit dem 28. Rang über 15 km klassisch. Bei den Winter-Asienspiele 2011 gewann er Bronze im 30-km-Massenstartrennen, Silber mit der Staffel und zweimal Gold über 10 km klassisch und 15 km Freistil. Seine besten Platzierungen bei den nordischen Skiweltmeisterschaften 2011 in Oslo waren der 12. Platz über 15 km klassisch und der sechste Rang mit der Staffel. Die Tour de Ski 2011/12 beendete er auf dem 36. Platz. Sein bis dahin bestes Ergebnis bei einem Weltcupeinzelrennen erreichte er im Februar 2013 in Davos mit dem elften Platz über 15 km Freistil. Bei den nordischen Skiweltmeisterschaften 2013 im Val di Fiemme belegte er den 22. Platz im 30 km Skiathlon, der 12. Platz im 50-km-Massenstartrennen und der achte Platz in der Staffel. Die Tour de Ski 2013/14 beendete er auf den 32. Platz. Bei den Olympischen Winterspielen 2014 in Sotschi erreichte er den 16. Rang mit der Staffel.
Zu Beginn der Saison 2014/15 belegte Yoshida den 24. Platz bei der Nordic Opening in Lillehammer. Bei den nordischen Skiweltmeisterschaften 2015 in Falun kam er auf den 20. Platz im Skiathlon, den 17. Rang im 50-km-Massenstartrennen und den 12. Platz mit der Staffel. Im Januar 2015 wurde er japanischer Meister im Skiathlon und im März 2016 japanischer Meister über 50 km. Nach Platz 23 bei der Mini Tour in Lillehammer zu Beginn der Saison 2016/17, erreichte er in Ulricehamn mit dem zehnten Platz über 15 km Freistil und in Pyeongchang mit dem sechsten Platz im Skiathlon seine einzigen Top-Zehn-Platzierungen im Weltcup. Beim Saisonhöhepunkt den nordischen Skiweltmeisterschaften 2017 in Lahti belegte er den 20. Platz im 50-km-Massenstartrennen und den 12. Rang im Skiathlon. Zum Saisonende errang er beim Weltcup-Finale in Québec den 23. Platz und erreichte abschließend den 38. Platz im Gesamtweltcup und den 26. Rang im Distanzweltcup. In der Saison 2017/18 errang er den 45. Platz beim Ruka Triple und den 15. Platz beim Weltcupfinale in Falun. Bei den Olympischen Winterspielen 2018 in Pyeongchang lief er auf den 25. Platz im Skiathlon, auf den 23. Rang im 50-km-Massenstartrennen und auf den 13. Platz über 15 km Freistil. Nach Platz 33 bei der Lillehammer Tour zu Beginn der Saison 2018/19, errang er den 30. Platz bei der Tour de Ski 2018/19 und belegte bei den nordischen Skiweltmeisterschaften 2019 in Seefeld in Tirol den 19. Platz im Skiathlon und den 16. Rang im 50-km-Massenstartrennen. Zudem gewann er im Februar 2019 das Sapporo International Ski Marathon. In der Saison 2019/20 kam er beim Ruka Triple auf den 50. Platz und nahm bei der Ski Tour 2020 letztmals am Weltcup teil, wobei er den 31. Platz errang. In der folgenden Saison wurde er im 10-km-Massenstartrennen sowie in der Verfolgung japanischer Meister und startete bei den nordischen Skiweltmeisterschaften 2021 in Oberstdorf letztmals international. Dort belegte er den 44. Platz über 15 km Freistil, den 35. Rang im Skiathlon, den 23. Platz im 50-km-Massenstartrennen und den neunten Platz mit der Staffel.

## Siege bei Continental-Cup-Rennen
| Nr. | Datum             | Ort       | Disziplin        | Serie        |
| --- | ----------------- | --------- | ---------------- | ------------ |
| 1.  | 7. Januar 2009    | Sapporo   | 10 km klassisch  | Far East Cup |
| 2.  | 26. Dezember 2009 | Otoineppu | 7,5 km klassisch | Far East Cup |
| 3.  | 27. Dezember 2009 | Otoineppu | 7,5 km Freistil  | Far East Cup |
| 4.  | 26. Dezember 2012 | Otoineppu | 10 km klassisch  | Far East Cup |
| 5.  | 6. Januar 2013    | Sapporo   | 10 km Freistil   | Far East Cup |
| 6.  | 7. Januar 2013    | Sapporo   | 10 km klassisch  | Far East Cup |
| 7.  | 26. Dezember 2014 | Otoineppu | 10 km klassisch  | Far East Cup |
| 8.  | 27. Dezember 2014 | Otoineppu | 10 km Freistil   | Far East Cup |
| 9.  | 8. Januar 2015    | Sapporo   | 10 km Freistil   | Far East Cup |
| 10. | 26. Dezember 2015 | Otoineppu | 10 km klassisch  | Far East Cup |
| 11. | 6. Januar 2016    | Sapporo   | 10 km klassisch  | Far East Cup |
| 12. | 27. Dezember 2016 | Otoineppu | 10 km Freistil   | Far East Cup |
| 13. | 6. Januar 2017    | Sapporo   | 10 km klassisch  | Far East Cup |
| 14. | 8. Januar 2017    | Sapporo   | 15 km Freistil   | Far East Cup |
| 15. | 26. Dezember 2017 | Otoineppu | 10 km klassisch  | Far East Cup |
| 16. | 8. Januar 2018    | Sapporo   | 15 km Freistil   | Far East Cup |

## Teilnahmen an Weltmeisterschaften und Olympischen Winterspielen

### Olympische Spiele
- 2014 Sotschi: 16. Platz Staffel
- 2018 Pyeongchang: 13. Platz 15 km Freistil, 23. Platz 50 km klassisch Massenstart, 25. Platz 30 km Skiathlon

### Nordische Skiweltmeisterschaften
- 2011 Oslo: 6. Platz Staffel, 12. Platz 15 km klassisch, 36. Platz 50 km Freistil Massenstart, 42. Platz 30 km Skiathlon
- 2013 Val di Fiemme: 8. Platz Staffel, 12. Platz 50 km klassisch Massenstart, 22. Platz 30 km Skiathlon
- 2015 Falun: 12. Platz Staffel, 17. Platz 50 km klassisch Massenstart, 20. Platz 30 km Skiathlon
- 2017 Lahti: 12. Platz 30 km Skiathlon, 20. Platz 50 km Freistil Massenstart
- 2019 Seefeld  in Tirol: 16. Platz 50 km Freistil Massenstart, 19. Platz 30 km Skiathlon
- 2021 Oberstdorf: 9. Platz Staffel, 23. Platz 50 km klassisch Massenstart, 35. Platz 30 km Skiathlon, 44. Platz 15 km Freistil

## Platzierungen im Weltcup

### Weltcup-Statistik
Die Tabelle zeigt die erreichten Platzierungen im Einzelnen.
- 1.–3. Platz: Anzahl der Podiumsplatzierungen
- Top 10: Anzahl der Platzierungen unter den ersten zehn
- Punkteränge: Anzahl der Platzierungen innerhalb der Punkteränge
- Starts: Anzahl gelaufener Rennen in der jeweiligen Disziplin
- Hinweis: Bei den Distanzrennen erfolgt die Einordnung gemäß FIS.

| Platzierung         | Distanzrennen a | Distanzrennen a | Distanzrennen a | Distanzrennen a | Distanzrennen a | Skiathlon Verfolgung | Sprint | Etappen- rennen b | Gesamt | Team   | Team    |
| Platzierung         | ≤ 5 km          | ≤ 10 km         | ≤ 15 km         | ≤ 30 km         | > 30 km         | Skiathlon Verfolgung | Sprint | Etappen- rennen b | Gesamt | Sprint | Staffel |
| ------------------- | --------------- | --------------- | --------------- | --------------- | --------------- | -------------------- | ------ | ----------------- | ------ | ------ | ------- |
| 1. Platz            |                 |                 |                 |                 |                 |                      |        |                   |        |        |         |
| 2. Platz            |                 |                 |                 |                 |                 |                      |        |                   |        |        |         |
| 3. Platz            |                 |                 |                 |                 |                 |                      |        |                   |        |        |         |
| Top 10              |                 |                 | 1               |                 |                 | 1                    |        |                   | 2      |        |         |
| Punkteränge         |                 | 3               | 19              | 6               | 4               | 18                   | 1      | 5                 | 56     | 2      | 7       |
| Starts              | 5               | 8               | 45              | 8               | 6               | 36                   | 23     | 16                | 147    | 2      | 7       |
| Stand: Karriereende |                 |                 |                 |                 |                 |                      |        |                   |        |        |         |

### Weltcup-Gesamtplatzierungen
| Saison  | Gesamt | Gesamt | Distanz | Distanz | Sprint | Sprint |
| Saison  | Punkte | Platz  | Punkte  | Platz   | Punkte | Platz  |
| ------- | ------ | ------ | ------- | ------- | ------ | ------ |
| 2010/11 | 20     | 120.   | 18      | 78.     | 2      | 108.   |
| 2011/12 | 46     | 89.    | 46      | 56.     | -      | -      |
| 2012/13 | 37     | 99.    | 37      | 63.     | -      | -      |
| 2013/14 | 48     | 92.    | 48      | 54.     | -      | -      |
| 2014/15 | 26     | 111.   | 12      | 76.     | -      | -      |
| 2015/16 | 5      | 138.   | 5       | 87.     | -      | -      |
| 2016/17 | 166    | 38.    | 134     | 26.     | -      | -      |
| 2017/18 | 157    | 39.    | 125     | 29.     | -      | -      |
| 2018/19 | 43     | 84.    | 39      | 58.     | -      | -      |
| 2019/20 | 6      | 131.   | 6       | 85.     | -      | -      |